# Elena Akácsová
Elena Akácsová (* 1963, Bratislava) je průkopnice slovenské internetové žurnalistiky, novinářka a folkloristka.

## Život
Narodila se v roce 1963 v Bratislavě. Absolvovala gymnázium na Grösslingově ulici v Bratislavě a v letech 1980 až 1985 studovala na Ekonomické univerzitě v Bratislavě. Nejprve jako interpretka, později jako taneční pedagožka působila ve folklórních souborech. Po ukončení studií až do sametové revoluce pracovala v Podniku výpočetní techniky, později v ÚĽUV a v reklamních novinách Bonita. Poté působila v Gratex International. V roce 1999 založila první slovenský internetový magazín inZine. Byla jeho šéfredaktorkou až do jara roku 2004. Poté působila jako šéfredaktorka v časopisech T-Station (2005–2008) a Inland (2009). Spolupracovala s více televizemi a časopisy.
Od roku 2010 píše pro týdeník .týždeň.